# جيراي لا أنجماني
جيراي لا أنجماني ((بالتايلندية: จิรายุ ละอองมณี); ولد في 29 أكتوبر 1995), يلقب كاو ((بالتايلندية: เก้า)), هو ممثل تايلاندي. وقد لعب دور البطولة في العديد من المسلسلات التايلاندية والأفلام، والإعلانات والعروض الأزياء.

## السيرة
جيراي يعيش مع والدته وورانوتش لا أنجماني في بانكوك، ويحضر مدرسة أماتيكول. 

## وصلات خارجية
- جيراي لا أنجماني على موقع IMDb (الإنجليزية)
- جيراي لا أنجماني على موقع قاعدة بيانات الفيلم (الإنجليزية)